# Efraín Herrera
Efraín Herrera (* 28. September 1959 in Mexiko-Stadt), auch bekannt unter dem Spitznamen El Cuchillo (span. für Das Messer), ist ein ehemaliger mexikanischer Fußballspieler auf der Position eines Verteidigers.

## Leben

### Verein
Sein Debüt in der mexikanischen Primera División absolvierte Herrera am ersten Spieltag der Saison 1978/79 für Unión de Curtidores in einem Heimspiel gegen den CF Atlante. In dem am 6. September 1978 ausgetragenen Spiel konnte seine Mannschaft in den letzten zehn Minuten noch einen 0:2-Rückstand in ein 2:2 drehen. Sein erstes (und für Curtidores einziges) Tor in der höchsten mexikanischen Spielklasse erzielte er am 26. April 1979 bei der 4:5-Niederlage im Auswärtsspiel gegen Atlético Español. Als die Mannschaft aus der Weberstadt 1981 in die zweite Liga abstieg, wechselte Herrera zu Atlas Guadalajara, bei dem er die nächsten vier Jahre bis einschließlich zur Saison 1984/85 unter Vertrag stand.
1985 ging Herrera zurück in seine Heimatstadt, wo er zunächst bis 1988 für den Club América und in den darauffolgenden acht Jahren für den Club Necaxa spielte. Mit beiden Vereinen gewann er je zweimal den Meistertitel: mit den Américanistas in der PRODE 85 sowie in der Saison 1987/88 und mit den Necaxistas in den Spielzeiten 1994/95 und 1995/96.
1996/97 stand er bei Deportivo Toluca unter Vertrag und anschließend wechselte er zum Zweitligisten CF Pachuca, mit dem er das Hinrundenturnier der Saison 1997/98 (Invierno 1997) gewann und am Saisonende in die erste Liga aufstieg, wo er noch elf Einsätze für den Neuling bestritt, bevor er im Alter von 39 Jahren seine aktive Laufbahn Ende 1998 beendete.
Seither trainierte er diverse Vereine der viertklassigen Tercera División.

### Nationalmannschaft
Zwischen 1980 und 1991 kam Herrera insgesamt zwölf Mal für die mexikanische Nationalmannschaft zum Einsatz. Sein Debüt bestritt er am 15. April 1980 in einem Freundschaftsspiel gegen Guatemala, das „El Tri“ mit 4:2 gewann. Bis zu seinem zweiten Einsatz musste er fast sieben Jahre warten, denn dieser fand erst am 17. Januar 1987 gegen El Salvador (3:1) statt. Seinen letzten Länderspieleinsatz bestritt Herrera im Spiel um den dritten Platz des CONCACAF Gold Cup 1991 am 7. Juli 1991 gegen Costa Rica (2:0).

## Erfolge
- Mexikanischer Meister: PRODE 85, 1987/88, 1994/95, 1995/96
- Mexikanischer Pokalsieger: 1994/95
- Mexikanischer Supercup: 1988, 1995
- Mexikanischer Zweitligameister: Invierno 1997